# 九帶笛鯛
九帶笛鯛（學名：Lutjanus novemfasciatus）為輻鰭魚綱鱸形目鱸亞目笛鯛科的其中一種，分布於東太平洋區，從墨西哥北部至秘魯北部海域，棲息深度10-50尺，體長可達170公分，生活在沿海珊瑚礁、岩石海域，屬肉食性，以魚類及無脊椎動物為食，可做為食用魚及遊釣魚。

## 擴展閱讀
維基物種上的相關：九帶笛鯛